# Automixie

Het effect van centrale fusie (voor meiose II) en terminale fusie (na meiose II) op heterozygotie

Automixie (of meiotische parthenogenese) is een term die verschillende reproductieve mechanismen omvat, waarvan sommige parthenogenetisch zijn. Het is verschillend van klonen.
Bij planten wordt automixie beschouwd als een vegetatieve vermeerdering door zaad (agamospermie).
Bij diploïde organismen, zoals dieren, kan de dipoïde toestand worden hersteld voordat meiose begint of nadat meiose is voltooid door zonder celdeling de chromosomen te verdubbelen. Dit wordt een endomitotische cyclus genoemd. Dit kan ook gebeuren door de fusie van de eerste twee blastocysten. Andere soorten herstellen hun ploïdie door fusie van de meiotische producten. De chromosomen gaan mogelijk niet op een van de twee anafasen uit elkaar ('restitutionele meiose' genoemd) of de geproduceerde kernen kunnen versmelten of een van de poollichamen kan op een bepaald moment tijdens de rijping met de eicel versmelten.
Sommige auteurs beschouwen alle vormen van automixie als geslachtelijk (seksueel) omdat het om recombinatie gaat. Vele anderen classificeren de endomitotische varianten als ongeslachtelijk (aseksueel) en beschouwen de resulterende embryo's parthenogenetisch. Onder deze auteurs hangt de drempel voor het classificeren van automixie als een geslachtelijk proces af van wanneer de producten van anafase I of van anafase II worden samengevoegd. Het criterium voor "seksualiteit" varieert in alle gevallen van restitutionele meiose, naar die waar de kernen samensmelten of alleen die waar gameten volgroeit zijn op het moment van fusie. Die gevallen van automixie die zijn geclassificeerd als geslachtelijk reproductie worden vergeleken met zelfbevruchting in hun mechanisme en gevolgen.
De genetische samenstelling van de nakomelingen hangt af van wat voor soort apomixie plaatsvindt. Wanneer endomitose optreedt vóór de meiose of wanneer centrale fusie (voor meiose II) optreedt (restitutionele meiose van anafase I of de fusie van zijn producten), krijgen alle nakomelingen voor meer dan de helft van het genetische materiaal van de moeder en heterozygositeit is grotendeels bewaard gebleven (als de moeder twee allelen voor een locus heeft, is het waarschijnlijk dat de nakomelingen die beide krijgen); dit komt doordat in anafase I de homologe chromosomen gescheiden zijn. Heterozygositeit wordt niet volledig behouden wanneer overkruising plaatsvindt bij centrale fusie. In het geval van pre-meiotische verdubbeling, recombinatie - als het plaatsvindt - tussen dezelfde zusterchromatiden.
Als terminale fusie (restitutionele meiose van anafase II of de fusie van zijn producten, treedt op na meiose II) optreedt, is iets meer dan de helft van het genetische materiaal van de moeder aanwezig in de nakomelingen en zijn de nakomelingen meestal homozygoot. Dit komt doordat bij anafase II de zusterchromatiden gescheiden zijn en wat aan heterozygotie aanwezig is, is het gevolg van overkruising. In het geval van endomitose na meiose zijn de nakomelingen volledig homozygoot; ze hebben dan slechts de helft van het genetische materiaal van de moeder.
Dit kan ertoe leiden dat parthenogenetische nakomelingen van elkaar en van hun moeder verschillend zijn.